# Chionochloa rigida
Chionochloa rigida là một loài thực vật có hoa trong họ Hòa thảo. Loài này được (Raoul) Zotov mô tả khoa học đầu tiên năm 1963.